# Regierungsbezirk Koblenz
| Regierungsbezirk Koblenz                               | Regierungsbezirk Koblenz                         |
| ------------------------------------------------------ | ------------------------------------------------ |
| Bestaansperiode                                        | 1816–1999                                        |
| Behoorde tot                                           | 1816–1946 Rijnprovincie 1946–1999 Rijnland-Palts |
| Hoofdstad                                              | Koblenz                                          |
| Aantal gemeenten                                       | 1.111 (1995)                                     |
| Oppervlakte                                            | 8.071,59 km² (1995)                              |
| Inwoneraantal                                          | 1.481.341 (1995)                                 |
| Bevolkingsdichtheid                                    | 184 inw./km²                                     |
| Locatie van Regierungsbezirk Koblenz in Rijnland-Palts |                                                  |
|                                                        |                                                  |

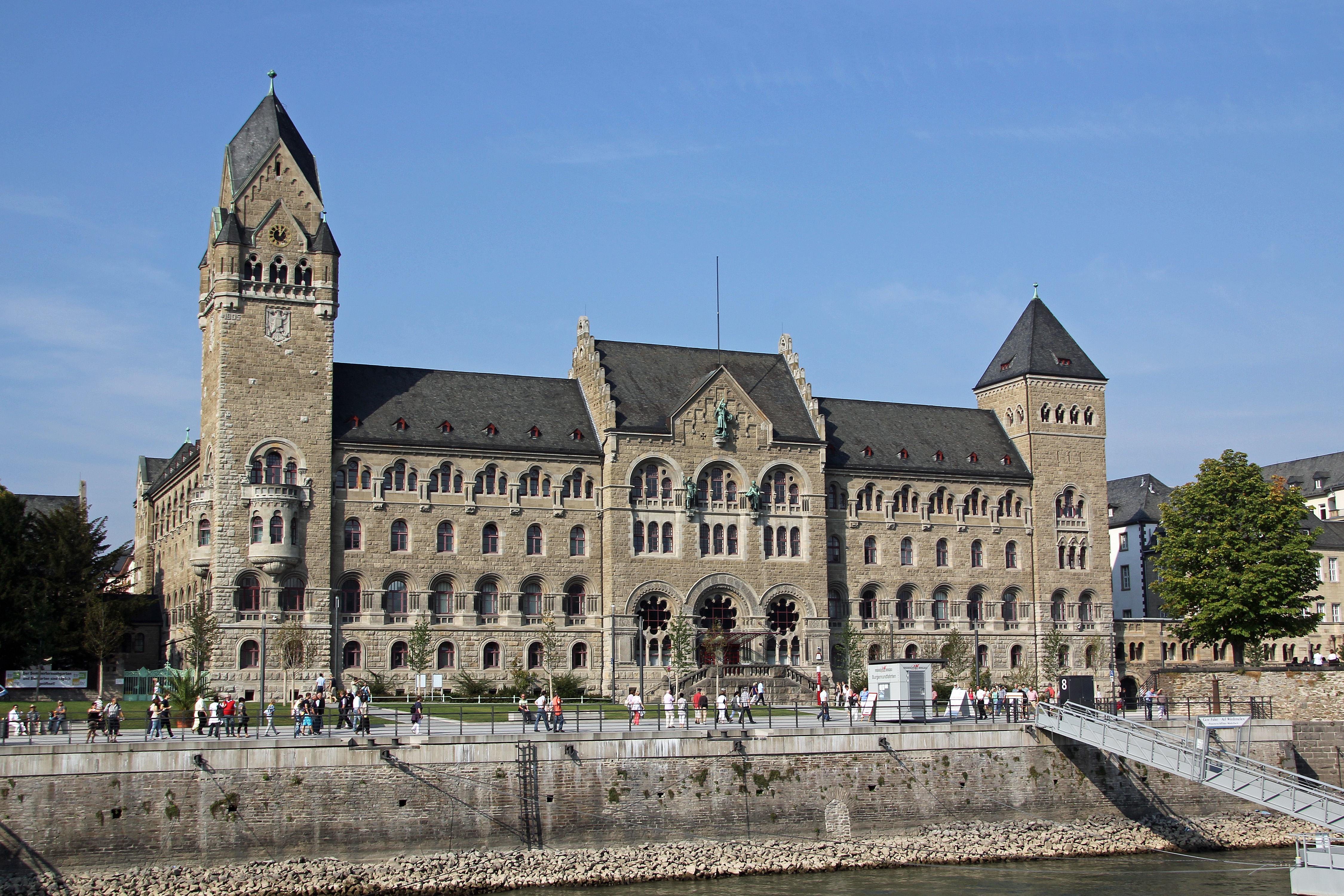
Pruisisch Regeringsgebouw

De Regierungsbezirk Koblenz was een van de drie Regierungsbezirken (bestuurlijke regio's) in Rijnland-Palts en daarvoor een Pruisische Rijnprovincie. Het was gevestigd in de stad Koblenz (tot 1926 geschreven als Coblenz). Het omvatte het noordelijk deel van het Land Rijnland-Palts. Met de herstructurering van het Landsbestuur op 1 januari 2000 werden de Regierungsbezirken opgeheven.

## Voormalige onderverdeling
| Landkreis | Kreisfreie Stadt |
| --- | ---------------- |
| 1. Ahrweiler 2. Altenkirchen (Westerwald) 3. Bad Kreuznach 4. Birkenfeld 5. Cochem-Zell 6. Mayen-Koblenz 7. Neuwied 8. Rhein-Hunsrück-Kreis 9. Rhein-Lahn-Kreis 10. Westerwaldkreis | - Koblenz        |

(Stand bij de opheffing op 31 december 1999)